# Eugene Byrd
Eugene Byrd (født 28. august , 1975) er en amerikansk skuespiller. 
Han har medvirket i film, som Dead Man, Sleepers, 8 Mile, Lift og Anacondas: The Hunt for the Blood Orchid og har den hovedrolle i Confess, som han vandt en Break-Out Performance Award på 2006 Method Fest Independent Film Festival.
Han medvirkede som Dr. Sidney Trumaine i tv-serien Crossing Jordan. Inden da var han en gæstestjerne i syvende og ottende sæson af The Cosby Show i fire episoder med titlen "Theo og Kids" del 1 og 2, "Theo's Future", "Cliff og Theo Come Clean". Han havde også en rolle i Beverly Hills 90210 som Rondinson Ashe III i løbet af anden sæson.

## Filmografi
- 1987 : My Little Girl : Arthur
- 1969 : Seesamitie ("Sesame Street") : Jelani (1987-1990)
- 1989 : True Blue : Timmy Powers
- 1990 : Murder in Mississippi : Ben Jr
- 1991 : Perfect Harmony : Landy Allen
- 1991 : Bad Attitudes : James
- 1993 : Chris Cross : Oliver Cross
- 1995 : Dead Man : Johnny 'The Kid' Pickett
- 1996 : Sleepers : Rizzo
- 1996 : Twisted
- 1997 : Color of Justice : Kenny
- 1997 : The Sports Illustrated for Kids Show : Co-Host
- 1998 : The Substitute 2: School's Out : Mase
- 1998 : Went to Coney Island on a Mission from God... Be Back by Five : Teenage Friend
- 1999 : A Glance Away : Dayne Trussard
- 1999 : Whiteboys : Khalid
- 2000 : Enslavement: The True Story of Fanny Kemble : Jack
- 2001 : Lift : Angelo
- 2002 : Demon Island : Doug
- 2002 : 8 Mile : Wink
- 2004 : One Point O : Nile
- 2004 : Light and the Sufferer : Kaz
- 2004 : Anacondas: The Hunt for the Blood Orchid : Cole Burris
- 2004 : Buds for Life : Paul Dobson
- 2005 : Confess : Terell Lessor